# Ordint la Trama
Ordint la Trama va ser una revista mensual alternativa de Sabadell, publicada entre 2001 i 2009 en paper per un col·lectiu de joves amb inquietuds culturals i polítiques. Hi tenia cabuda el lliure pensament, la literatura, els moviments socials i les entitats locals. Hi col·laboraven autors com Roc Casagran, Oleguer Presas i Òscar Rocabert Ribera –que feia articles de divulgació sobre poetes–. Van organitzar el Certamen Literari Clara Alzina –amb una categoria de prosa i una de poesia– i una festa anual d'aniversari al Marquet de les Roques.
El primer número va veure la llum l'abril de 2001, i el darrer número, el 71, el maig de 2009, quan la capçalera de paper es va acabar en ser deficitària. Entremig, hi va haver una renovació de disseny, eɭ 2007. Fou un mitjà de comunicació crítica vinculat als col·lectius socials i culturals de la ciutat, que passà el relleu a altres mitjans alternatius com Ràdio Trama i La Directa. Molt crítics amb la gestió de l'alcalde Manuel Bustos –a qui va dedicar el monogràfic Quatre anys de disbustos–, l'Ajuntament de Sabadell va ordenar retirar tots els exemplars de la revista de les biblioteques i els centres cívics de la ciutat.
Per al cinquè aniversari feu una festa amb la col·laboració de Martxelo Otamendi, Eduard Voltas, Feliu Ventura, Pau Riba i De Mortimers. Uns dels números més reeixits fou l'edició especial dedicada a Lluís Maria Xirinacs –que es repartí a cadascun dels assistents a l'homenatge que se li feu el 14 d'octubre de 2008 al Palau de la Música Catalana de Barcelona– i l'especial gratuït Desordint la Trama, en format diari de dotze pàgines després de les detencions del Bar Bemba el 2013.